# Saverio Fragapane
Saverio Fragapane (Caltagirone, 6 dicembre 1871 – Firenze, 1957) è stato un architetto italiano.

## Biografia
Fu allievo di Ernesto Basile. Operò principalmente a Caltagirone, dove con significativi interventi pubblici, come il rettilineo di via Roma - via Arcoleo, e per ricchi privati, ha connotato in chiave liberty la città. Nei suoi progetti spesso adattò allo stile floreale la secolare tradizione dei figulinai di Caltagirone, attraverso inserti decorativi (balconi, paraste o cornicioni) che esaltavano la plasticità dell'argilla, in alcuni casi con ridondanza decorativa quasi barocca. Del periodo fascista è il suo progetto più ambizioso e noto: la creazione della città giardino di Mussolinia; iniziata sotto il diretto patrocinio di Mussolini e mai completata.

## Principali opere
A Caltagirone:

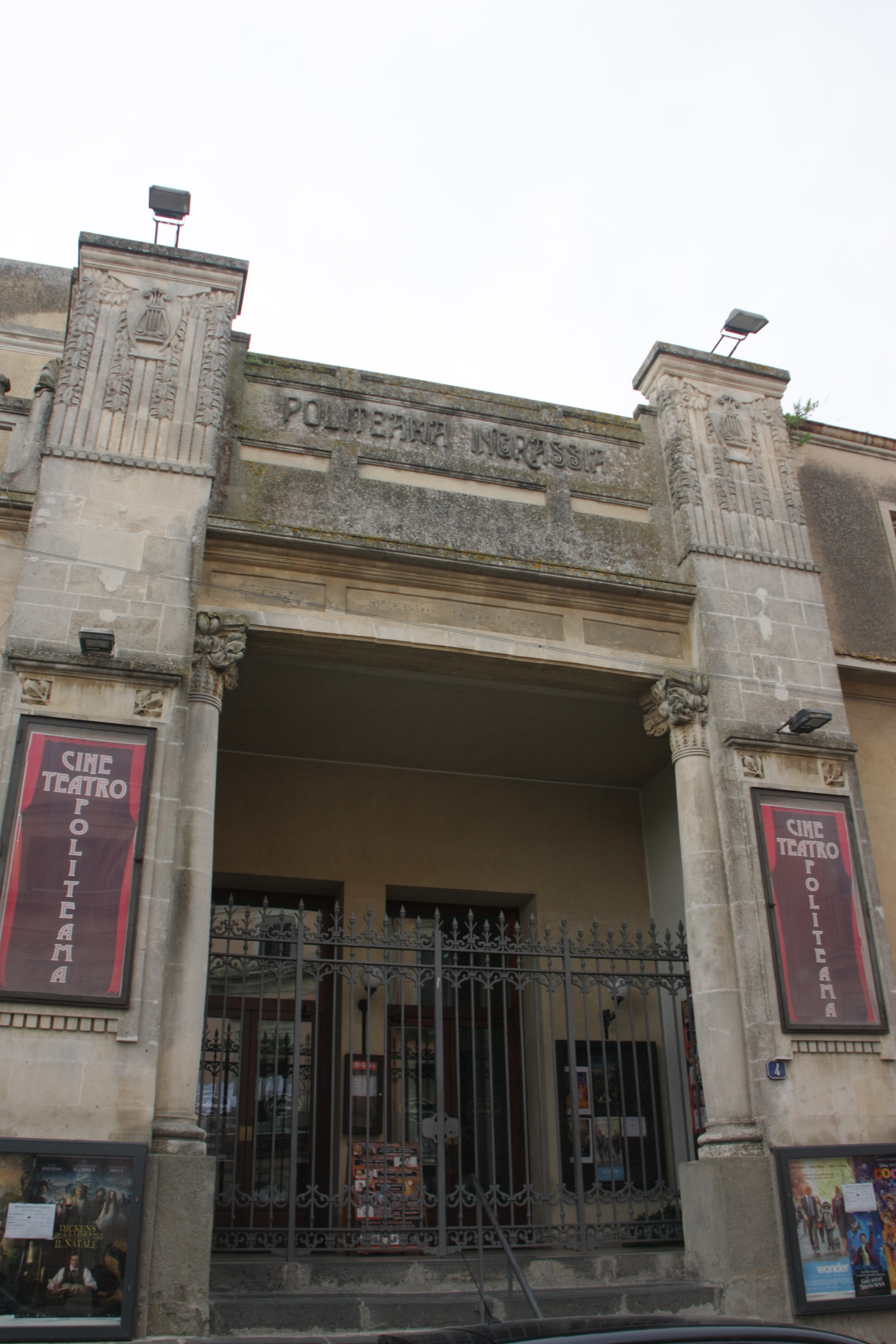
Teatro Politeama Ingrassia

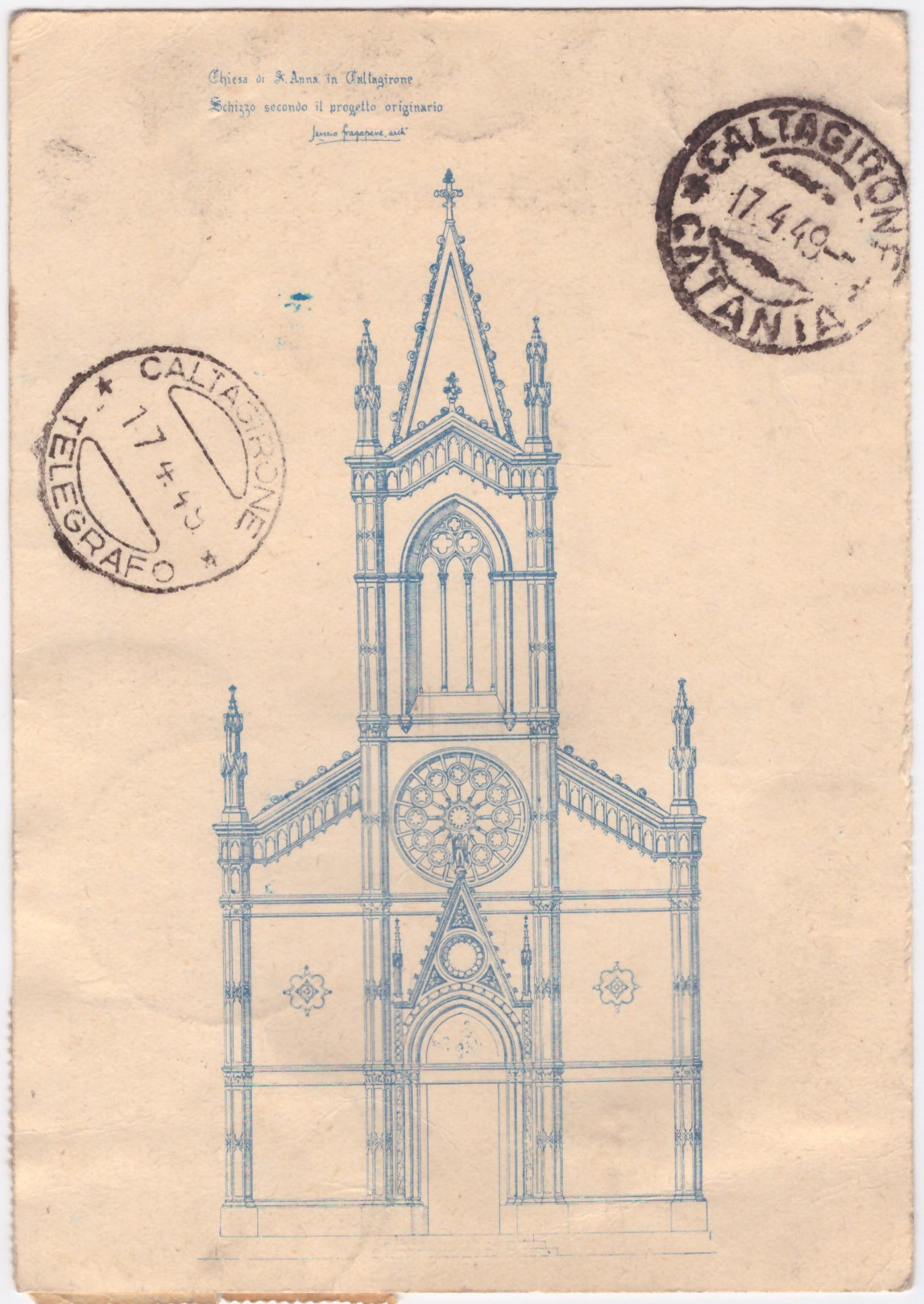
Nuova chiesa di S. Anna

- Villino Gravina con torre-belvedere (1910-1911);
- Casa Polizzi, in corso Vittorio Emanuele (1908);
- Oleificio Razionale, viale Principe Umberto (1909-1911);
- Prospetto della chiesa di S. Giuliano, via Duomo (1908-1913);
- Nuova Chiesa di S. Anna, viale Principe Umberto (1908-1914);[1]
- Progetto della facciata della Chiesa di San Giacomo in Caltagirone (1909)
- Palazzo delle Poste e Telegrafi, in corso Vittorio Emanuele (1909-1911);[1]
- Casa Compagno, via Giorgio Arcoleo (1910-1915);[2]
- Casa Montemagno, via Roma (1910-1915);[2]
- Villa Favitta, via Santa Maria di Gesù (1915-1916);
- Teatro Politeama Ingrassia, via Giardino Pubblico (1917);
- varie cappelle gentilizie nel cimitero comunale;
- ingresso nord-occidentale della villa Vittorio Emanuele.

Inoltre è autore di:
- il progetto della città giardino di Mussolinia;
- un  edificio scolastico negli anni '30 a San Michele di Ganzaria (CT) (via Roma)

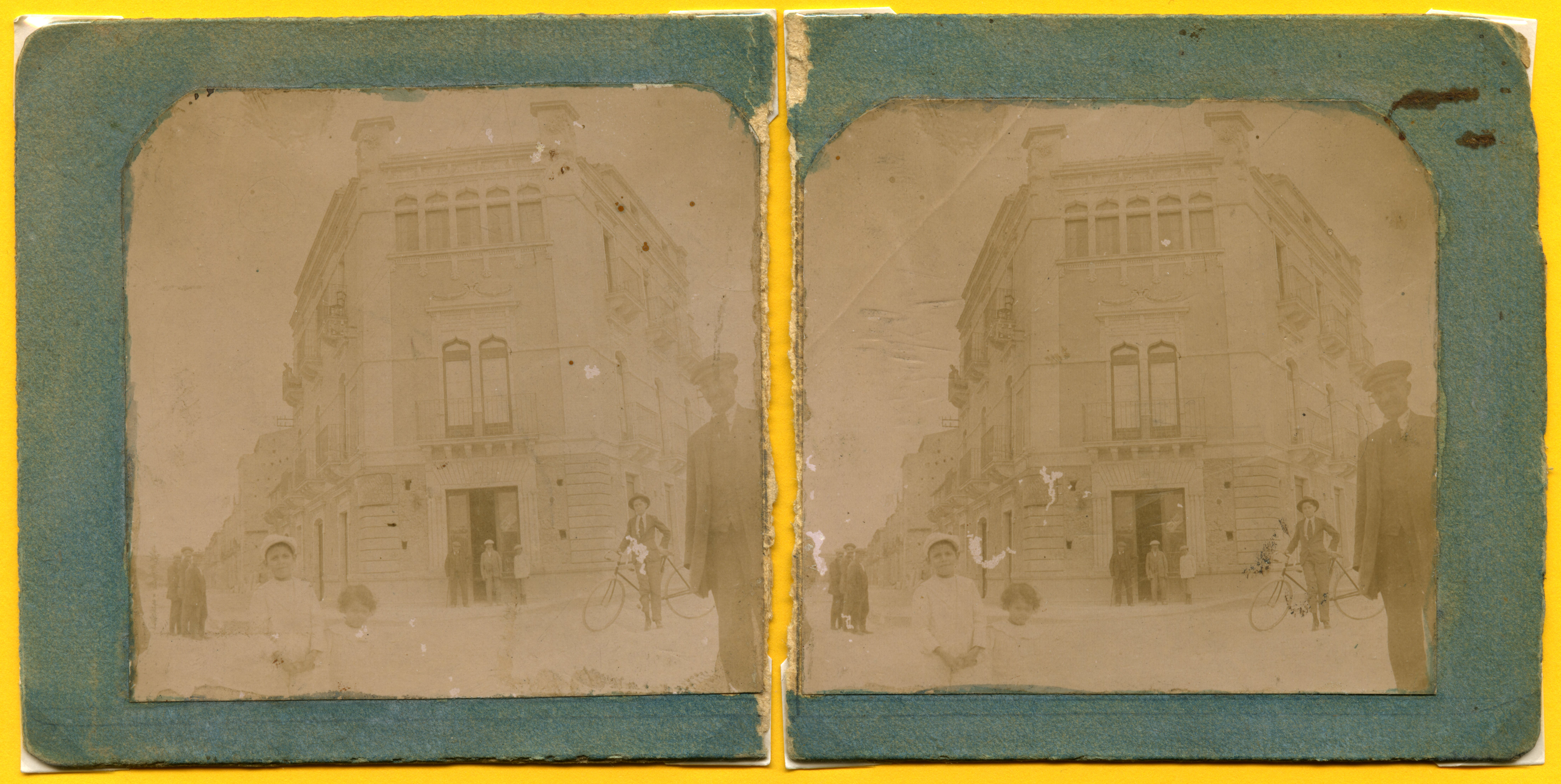
Casa Compagno (circa 1920)

- Casa Compagno (circa 1920)il progetto della Villa Comunale di Vittoria (RG).
- diversi progetti di villini[3]